# Mesochorus depressus
Mesochorus depressus är en stekelart som först beskrevs av Dasch 1974.  Mesochorus depressus ingår i släktet Mesochorus och familjen brokparasitsteklar. Inga underarter finns listade i Catalogue of Life.